# بيير كوجان
بيير كوجان (بالفرنسية: Pierre Cogan)‏ ولد بتاريخ 10 يناير 1914، وتوفي في 5 يناير 2013، كان دراج فرنسي في صنف سباق الدراجات على الطريق.

## روابط خارجية
- بيير كوجان على موقع أرشيف الدراجات (الإنجليزية)
- بيير كوجان على موقع إحصائيات الدراجات الإحترافية (الإنجليزية)